# Jurica Oršić Slavetićki
Juraj - Jurica Oršić Slavetićki (Juraj Gyorgy /Jurica Đuro grof Orssich de Slavetich) (1780. − 1847.), hrvatski plemić iz obitelji Oršića Slavetićkih, kulturni djelatnik i političar. Pristaša ilirskog pokreta i član vodstva Narodne stranke. Osnovao je Streljačku družinu kojoj je darovao svoje dobro Tuškanac, koji je bio jednim od sjedišta društvenog života iliraca. Jedan je od rijetkih velikaša koji je od početka podupirao hrvatski narodni preporod. Unuk generala carske vojske Habsburške Monarhije Krste II. (1718. – 1782.) i sin Adama. Bio je pukovnik u vojsci Habsburške Monarhije. Istaknuo se kao veliki pristaša uvođenja hrvatskog narodnog jezika kao službenog (umjesto latinskog).
Imao je Jurica sestru Amaliju Oršić Slavetićku, koja se je udala za Jurja, brata Sidonije Erdődy Rubido.